# Установи та організації Герцогства Буковини
У період існування Герцогства Буковина у краї діяли наступні установи та організації:

## Земельні та лісові установи
Крайові комісії Буковини в справах відміни та викупу кріпо сних повинностей та врегулювання сервітутних питань (нім. Grundlasten Ablösung und Regulierungs-Landes Kommissionen der Bukowina).

Крайова комісія Буковини по відміні та викупу кріпосних повинностей (1853−1858) (нім. K. k. Grudentlastungs-Ministerial-Kommission in Czernowitz).

Дирекція фонду в справах відміни та викупу кріпосних повинностей (1853−1866) (нім. Bukowiner k. k. Grundentlastungs-Fond Direktion).

Крайова комісія в справах викупу та врегулювання сервітутних справ (1856−1914) (нім. K. k. Grundlasten – Ablösungs und Regulierungs-Landes Kommission der Bukowina).

Комісія по виплаті компенсацій за відміну кріпосних повинностей (1856−1914) (нім. K. k. Landes – Regierung in Grundendlastungs – Sachen in Czernowitz).
Вказані комісії були створені в зв’язку з ліквідацією кріпацтва в Австрії 1848 р. на підставі цісарських указів від 9 серпня і 7 вересня 1848 р. та 5 липня 1853 р. для проведення земельної реформи на Буковині. Підпорядковувалися міністерству внутрішніх справта Буковинський крайовій управі. Займалися розглядом земельних конфліктів і майнових справ між землевласниками та селянами, а також їх врегулюванням, виплатою компенсацій землевласникам за викуп їх сервітутних прав. Перша з комісій була ліквідована в 1858 р., друга в 1866 р. в зв’язку із завершенням поставлених перед ними завдань, дві інших продовжували свою діяльність аж до початку Першої світової війни.
Дирекція обліку та реєстрації нерухомого майна на Буковині (нім. K. k. Grundsteuer-Evidenzhaltung) підпорядковувалась міністерству землеробства та нерухомого майна Австрії.
Крайова лісова інспекція (нім. K. k. Landes Forstinspektor Czernowitz) створена на підставі цісарського патенту від 3 грудня 1852 р. Ф. 250. Підпорядковувалась Буковинській крайовій управі та крайовій лісовій дирекції. До функцій інспекції входило: контроль і нагляд за станом лісових масивів в повітах, діяльністю деревообробних підприємств, облік диких тварин, тощо. Припинила свою діяльність 1918 р.
Лісництво адміністрації Православного релігійного фонду Буковини, с. Ревна на р. Прут Чернівецького повіту (нім. K. k. Forst und Domanen Verwaltung in Rewna Ocolul silvic Revna pe Prut judeţul Cernăuţi al administraţiei fondului religionar ortodox din Bucovina) засноване та діяло відповідно до цісарського указу Йозефа ІІ від 1786 р. “Про впорядкування лісів Буковини” та закону “Про застосування лісового кодексу на території Румунії” від 8 квітня 1910 р. (з поправками, внесеними та прийнятими у 1919 р. та 1923 р. ). Реорганізовано в 1919 р. У лісництві проводилися роботи з лісонасаджень, експлуатації лісових ділянок, обладнання розсадників, продажу лісовоїпродукції, встановлення лісових кордонів, збору насіння лісових культур. Ліквідоване 1944 р.
Лісництво адміністрації Православного релігійного фонду Буковини у с. Чудей Сторожинецького повіту (нім. K. k. Forst und Domanen Verwaltung in Czudin Ocolul silvic Ciudei judeţul Storojineţ al administraţiei fondului religionar din Bucovina) засноване та діяло відповідно до цісарського указу Йозефа ІІ від 1786 р. “Про впорядкування лісів Буковини” та закону “Про застосування лісового кодексу на території Румунії” від 8 квітня 1910 р. (з поправками, внесеними та прийнятими у 1919 р. та 1923 р. ). Реорганізовано в 1919 р. У лісництві проводилися роботи з контролю та нагляду за станом лісового фонду, проведенням лісових робіт, експлуатації лісових ділянок. Ліквідоване 1944 р.

## Фінансові та промислові установи
Фінансова прокуратура в м. Львів (у справах Буковини) (нім. K. k. Finanzprokuratur in Lemberg (Angelegenheiten der Bukowina)) створена в період судової реформи 1852 р. на основі попередніх організацій: фінансового управління (1773−1775), фінансової колегії (1775−1852), фінансової палати (1852). До 1867 р. поширювала свою діяльність і на територію Буковини. Фінансова прокуратура захищала інтереси держави в спірних судових справах, представляла висновки в питаннях, що торкалися державного майна, сприяла підписанню договорів стосовно державного майна. Ліквідована в 1867 р. коли була створена фінансова прокуратура в м. Чернівці.
Документи фонду являють собою частину документів Галицької фінансової прокуратури і відносяться до управління Буковиною. Надійшли вони зі Львова, коли Буковина стала автономним краєм. Основний фонд зберігається в Центральному державному історичному архіві у м. Львів.
Центральна окружна комісія по встановленню земельних податків на Буковині (нім. K. k. Bukowiner Grund-Steuer-Regulierungs-Kommission) створена 1819 р. Складалася з двох підкомісій: комісії із складання земельних кадастрів та комісії з оцінювання земельного доходу. До функцій комісії складання земельних кадастрів входило: вимірювання земельних ділянок, складання поземельної карти для кожної громади краю з метою складання кадастрів, графічне описання меж громад. До складу комісії входили: військовий комісар, інженер-топограф, землемір, представник правління громади та 2 члени громади. Комісія з оцінювання земельного доходу займалася встановленням чистого доходу з земельних ділянок і визначенням оцінки доходу в грошах. До складу комісії входили: комісар по оцінці, геодезист, землемір та ін. Центральна окружна комісія з встановлення земельних податків на Буковині була підпорядкована Галицькій Надвірній комісій з земельних податках у м. Львові.
Фінансова прокуратура м. Чернівці (нім. K. k. Finanz−Prokuratur. Czernowitz) створена на підставі розпорядження міністерства фінансів від 8 грудня 1867 р. Розпочала діяльність 31 грудня. Захищала інтереси держави в спірних судових справах, представляла висновки з питань, що стосувалися державного майна, сприяла укладанню договорів, де мова йшла про державне майно. Функціями фінансової прокуратури були правовий захист і ведення процесів, що стосувалися державного майна, незалежно від того, в розпорядженні якого міністерства чи управління воно знаходилося, регулювання його обігу та попередження роздрібнення і збитків, подання на вимогу державних установ висновків відносно державного майна та його фондів, юридична допомога в справі прийому державними установами державного майна, консультації при оформленні відповідної документації. Очолював фінансову прокуратуру фінансовий прокурор. Підпорядковувалася міністерству фінансів. Фінансова прокуратура м. Чернівці припинила свою діяльність 1918 р. в зв’язку з ліквідацією австрійських державних установ на Буковині.
Крайова табула Буковини м. Чернівці (нім. Bukowinische Landtafel in Czernowitz) створена 1791 р. на підставі придворного декрету від 5 лютого 1791 р. при Чернівецькому дистриктному суді. Створена з метою обліку нерухомого майна, підтвердження та зміцнення системи збору податків, займалася договорами купівлі-продажу, заповітами. У Крайовій табулі відклалися документи спеціальної комісії з обміру поміщицьких, церковних та селянських землеволодінь, яка була створена в 1781 р. Закінчила свою роботу в 1784 р. і передала 175 протоколів під назвою “Акти Метцгера про встановлення кордонів” відповідним дистриктним судам. Ці матеріали були передані Крайовій табулі, яка вносила подальші зміни до книг реєстрації нерухомого майна. У 1804 р. Крайова табула була передана у ведення Дворянського суду Буковини. Ліквідована 1896 р. Її функції перейшли до відділу кадастрів Крайового суду Буковини.
Крайова фінансова дирекція в м. Львів (нім. K. k. Galizische Finanz Landes Direktion) створена 1850 р. Підпорядковувалась міністерству фінансів. Здійснювала фінансовий контроль за діяльністю державних маєтків, соляних копалень, солеварень та інших підприємств, керувала державними фондами, збиранням податків та мита. Припинила свою діяльність 1918 р.
Галицьке управління непрямих податків (нім. K. k. Galizische Kameral Gefällen Verwaltung ; K. k. vereinte Kameral Gefällen Verwaltung für Galizien und Bukowina).
Головна крайова каса Буковини (нім. K. k. Landeshauptkasse in Czernowitz) створена 1850 р. Підпорядковувалась Головній Надвірній бухгалтерії та Надвірній канцелярії, пізніше міністерству фінансів. Здійснювала розрахунки державних установ та доміній, прийом та видачу коштів, проводила різні фінансові операції, здійснювала контроль за правильним проведенням касових операцій, вела журнали прийому та видачі коштів. Ліквідована 1918 р.
Кооперативне кредитно-ощадне товариство громади Ставчани. Кооперативно-кредитно-ощадне товариство громади Ставчани було зареєстровано рішенням Крайового суду Буковини від 8 вересня 1905 р. Товариство об’єднувало мешканців громади, які мали земельну власність і ґрунтувалося на взаємній поруці з метою надання матеріальної допомоги. До функцій товариства входило: надання кредитів членам товариства на утримання господарства, купівля господарського реманенту, приймання грошей від громадян, членів громади під процентні вклади. Товариством керувало правління та рада правління, які обирались загальними зборами. Товариство існувало на принципах самофінансування, мало власний реманент і самостійний баланс. Кошти товариства створювались за рахунок вступних внесків членів товариства, добровільних пожертв громадян, за рахунок процентів від кредитів, наданих членам товариства. Розпорядником грошових коштів був голова ради товариства. Станом на початок 1907 р. товариство нараховувало 148 членів, а на кінець – 160. Підпорядковувалось Буковинській крайовій управі.
Управління копалень м. Львів (нім. K k Berghauptmannschaft. Lemberg) створене 1855 р. для управління видобутком чорного вугілля. Мало в підпорядкуванні гірничі комісаріати в населених пунктах Самбір, Коломия та Качика. Ліквідовано 1918 р.
Гірниче управління Буковини в громаді Качика (нім. K. k. Bukowiner Bergskomissariat in Kaczyka ; K. k. Revierbergsamt in Kaczyka) створено на основі патенту австрійського цісаря від 1 листопада 1781 р. “Про створення та компетенцію гірничих судів в громаді Качика”. Підпорядковувалося Надвірній Палаті в справах карбування монет та гірничої справи, Галицькому намісництву в м. Львові та Буковинській окружній управі. У 1850 р. гірничий суд мав назву гірничий комісаріат Буковини в громаді Качика, з 1853 р. перейшов у підпорядкування міністерства фінансів. У 1871 р. реорганізований в гірниче управління Першої інспекції для краю Буковина. Підпорядковувалося головному гірничому управлінню в м. Відень. Займалося наглядом за діяльністю підприємств гірничої промисловості, видачею дозволів на будівництво шахт, штолень. Складало звіти та огляди про стан гірничої промисловості. Ліквідовано 1918 р.
Солеварний завод у громаді Качика (нім. K. k Salinen−Verwaltung in Kaczyka). Качиковский солеварный завод створений приблизно 1800 р. як солеварня. Завод добував кам’яну сіль, випускав її в меленому та випареному вигляді. До 1850 р. підпорядковувався Галицькому намісництву в м. Львів та Буковинській окружній управі. Після 1850 р. − міністерству землеробства та гірничої справи, з 1853 − міністерству фінансів та гірничої справи. У роки Першої світової війни − управлінню фінансів військового генерал-губернаторства областей Австро-Угорщини, зайнятих по праву війни. Ліквідований 1918 р.

## Установи шляхів сполучення
Акціонерне товариство залізниці Львів-Чернівці-Ясси (нім. Private Lemberg-Czernowitz-Jassy Eisenbahn-Gesellschaft) створене 1864 р. До листопада 1868 р. товариство називалось “Акціонерне товариство залізниць Львів-Чернівці”, з 1868 р. по 1940 рік – “Акціонерне товариство залізниць Львів-Чернівці-Ясси”. Правління товариства знаходилось в м. Відень, з травня 1920 р. – в м. Чернівці. Метою товариства було будівництво та експлуатація залізниць Львів-Чернівці-Ясси. Справами товариства керували загальні збори власників акцій, рада правління, яку очолював генеральний директор. Загальні збори акціонерів збиралися 1 раз на рік в м. Відень. Рада правління складалася з 12 членів, які обирали президента, віце-президента та виконавчий комітет в складі 3 осіб. На пропозицію президента або віце-президента обиралась Рада правління в м. Відень. У 1889 р. експлуатація залізниць на території Румунії була передана румунському уряду. Після розпаду Австро-Угорської монархії в 1918 р. частина залізниці Львів-Чернівці, Львів-Неполоківці залишилась у межах Польщі, а залізниця Неполоківці-Чернівці-Сучава з 12 листопада 1918 р. була передана в експлуатацію Румунії. З 4 травня 1920 р. правління товариства знаходилось у м. Чернівці і було під контролем румунського уряду. 2 червня 1921 р. була підписана угода з польським урядом на право експлуатації залізниці акціонерним товариством на території Польщі. Товариство припинило свою діяльність 1940 р.
Акціонерне товариство експлуатації місцевих залізниць Буковини (нім. Bukowiner Lokalbahnen) створене 15 липня 1883 р. на базі фірми з експлуатації залізниці Чернівці-Новоселиця. Підпорядковувалось генеральній дирекції австрійських державних залізниць у м. Відень, а з 1918 р. – румунській державі. До функцій акціонерного товариства входило будівництво та експлуатація місцевих залізниць Буковини, будівництво вузькоколійок, розширення та реконструкція залізниць. Одним із акціонерів був Православний релігійний фонд Буковини. Керівним органом правління була рада. До складу ради входило 8−16 осіб, дві третини з яких повинні були бути австрійськими громадянами, половина з них мала проживати на Буковині. Члени ради обирались на загальних зборах строком на 4 роки. З їх числа обирався президент та віце-президент. Рада керувала усіма справами акціонерного товариства. 1 січня 1894 р. залізниця Чернівці-Новоселиця була продана державі. Товариство припинило свою діяльність 1940 р.
Комерційне управління електромеханічних підприємств, м. Чернівці (нім. Regia publică comercială. Întreprinderile electromecanice a muni-cipiului Cernăuţi) створене 1887 р. при магістраті м. Чернівці для керівництва електростанціями, які забезпечували потреби міста в електроенергії. Рішенням примарії м. Чернівці від 4 серпня 1942 р. управління електромеханічних підприємств було об’єднане з водоканалом та перейменоване у Громадське комерційне управління. Ліквідоване у березні 1944 р.
Управління державних залізничних колій (нім. K. k. Betriebsleitung der österreichischen Staatsbahnen in Czernowitz).
Нове акціонерне товариство з експлуатації місцевої залізниці (нім. Neue Bukowiner Lokalbahn-Gesellschaft) створене 1897 р. До 1918 р. підпорядковувалось австрійській генеральній дирекції державних залізниць, а з листопада 1918 р. – румунській державі. Правління товариства знаходилось у Чернівцях. До складу ради правління входило 10 осіб, які обирались на загальних зборах. Рада правління обирала президента, віце-президента та виконавчий комітет в кількості 8-ми осіб. Рада правління була уповноважена керувати всіма справами акціонерного товариства. Справами товариства також керували загальні збори власників акцій та генеральний директор. Займалося будівництвом та експлуатацією залізниць: Глибока-Серет, Вижниця-Кути та ін.
Акціонерне товариство по експлуатації млинів, м. Чернівці (нім. Societatea pe acţiuni pentru exploatarea morilor).

## Установи охорони здоров’я
Психіатрична лікарня м. Чернівці відкрита 1 травня 1902 р. До цього часу хворі лікувалися у психіатричному відділенні Чернівецької центральної лікарні. Після 1918 р. лікарня підпорядковувалася Державному секретаріату охорони здоров’я Буковини (закон від 19 грудня 1918 р. ), а з 1941 по 1944 р. – директорату охорони здоров’я та соціального забезпечення (закон від 4 вересня 1941 р. ) Під час війни (1941−1944) при лікарні були створені відділення для лікування поранених солдатів.

## Релігійні установи
Буковинська Митрополія (нім. Bukowiner gr-or. bischöfliches Konsistorium). З початку XV століття до 1873 р. на території Буковини діяла православна єпархія на чолі з єпископом. Декретом австрійського цісаря від 23 січня 1873 р. Буковинська єпархія була реорганізована у митрополію на чолі з митрополитом. Першою дисциплінарно-судовою інстанцією для священників з церковних справ була єпархіальна консисторія. До функцій митрополії входило: управління та нагляд за монастирями, церквами, наділення їх земельними ділянками, нагляд за духовними навчальними закладами та викладанням Закону Божого у школах і гімназіях, нагляд за церковним майном, розгляд майнових справ православного релігійного фонду Буковини, призначення священників у парафії, вирішення питань з заробітної плати та пенсій, розгляд шлюбних справ. З червня 1940 р. по липень 1941 р. в зв’язку із встановленням радянської влади в Північній Буковині, адміністрація митрополії була переведена у м. Сучава. Під час Другої світової війни повернулась в м. Чернівці. 1944 р. ліквідована.

Адміністрація Православного релігійного фонду Буковини (нім. K. k. Direktion der Güter des Bukow. Gr.-or. Religionfondes in Czernowitz). Православний релігійний фонд створений 1786 р. постановою Придворної Військової Ради Австрії відповідно до “Духовного регламенту” австрійського уряду. Згідно Імператорського декрету від 17 березня 1791 р. управління фондом передано єпископу. З 31 липня 1870 р. підпорядкований міністерству освіти і віровизнань Австрії. Православний релігійний фонд Буковини очолював голова Буковинської крайової управи. З 1918 р., коли Буковина увійшла до складу Румунії, фонд було передано в підпорядкування митрополії Буковини і реорганізований в Адміністрацію православного релігійного фонду Буковини. Адміністрація мала такі функції: управління, збереження та використання коштів, лісових угідь, рибних господарств, будівництво та ремонт церков, парафіяльних будинків, шкіл, ліцеїв, гімназій, промислових підприємств, лікарень, утримання священників та церковної обслуги, виплата стипендій незаможним студентам та матеріальної допомоги священикам та їх вдовам. Ліквідована у 1940 р., коли Північна Буковина увійшла до складу УРСР. У 1941 р. відновила свою діяльність і остаточно припинила її 1944 р.

Сеньйорат євангелічної Східної церковної округи Галичини та Буковини (нім. Die Galizische-Bukowinische Superintendatur A u H. B.) створений 1785 р., як Галицька суперінтендатура аугсбурзького та гельвецького віровизнання. Здійснювала нагляд за євангелічними церковними громадами та школами Галичини та Буковини. Одним із головних завдань громади було будівництво протестантських церков. У 1906 р. змінила свою назву на “Сеньйорат євангелічної Східної церковної округи Галичини та Буковини”, який діяв до 1918 р.

Євангелічна релігійна громада м. Чернівці (нім. Das evangelische Gemeide zu Czernowitz) розпочала свою діяльність в 1795 р. Об’єднувала християн-євангелістів, які проживали в м. Чернівці та передмістях, а також у всіх адміністративних повітах Буковини. Підпорядковувалась сеньйорату євангелістів Східного Церковного округу Галичини та Буковини, міністерству віровизнань та освіти Австрії. В румунський період – міністерству освіти та віровизнань Румунії. Громадою управляла церковна Рада та громадське представництво, які обиралися з членів громади на загальних зборах строком на 6 років. На чолі церковної ради стояв пастор. Метою громади було забезпечення релігійних, освітніх та благодійних потреб її членів.

Чернівецька міська єврейська релігійна громада м. Чернівці (нім. Israelitische Kultusgemeinde in Czernowitz) створена 1786 р. на підставі наказу австрійського цісаря “Про створення єврейської громади в м. Чернівці”. Єврейська релігійна громада м. Чернівців об’єднувала громадян, що сповідували іудаїзм і відносились до течії прогресивного іудаїзму. Діяльність громади розповсюджувалась на м. Чернівці, його передмістя та населені пункти, що відносились до Чернівецького повіту. Громада вважала своїм завданням виховання своїх членів в дусі загально-гуманістичного ідеалу, любові та шануванні Бога. Основним завданням громади були: проведення релігійних церемоній та свят, вивчення вірувань іудаїзму, суворе дотримання релігійних законів та відправлення культу, зберігання споруд, що належали громаді. Правління громади складалося з голови громади, уповноваженого голови та 5 старост, керівників секцій: по проведенню релігійного культу і релігійних обрядів, з питань освіти, по проведенню благодійної діяльності, з питань фінансування, з питань благоустрою лікарні та організації поховань. До кожної секції входило по 4 члени. Для задоволення духовних потреб віруючих вибирались головний і молодший рабини. У відповідності з Статутом громади 1897 р. станом на 12 серпня 1901 р. рабинат громади складався: з головного рабина, молодшого рабина, уповноваженого рабина, рабина-засідателя. Крім проведення богослужіння і проповідей у суботні та святкові дні, до компетенції рабина входило: ведення книг громадського стану, призначення головного та молодших канторів. Релігійна громада до 1919 р. підпорядковувалась Буковинській крайовій управі та міністерству віровизнань та освіти Австрії, а з 1919 р. до1940 р. – Генеральній дирекції віровизнань Румунії. Єврейська релігійна громада припинила свою діяльність у 1940 р. у зв’язку з ліквідацією Румунської адміністрації. Під час Другої світової війни знову відновила свою діяльність і остаточно припинила 1944 р.

Римо-католицька парафія м. Чернівці (нім. Römisch-katolische Pfarre in Czernowitz) створена 1776 р. До парафії належало місто Чернівці з передмістями, камеральні маєтки Чагор, Коровія, Великий Кучурів, Мамаївці, Остриця, Волока, а також громади Біла, Бурдей, Кам’яна, Михальча та ін. Входила до складу Львівської католицької архідієцизії. На чолі стояв парох, який призначався єпископом. Парафія об’єднувала католиків римо-католицького віровизнання. Ліквідована в 1940 р., відновила свою діяльність 1941 р., остаточно ліквідована 1944 р.